# Jens Nilsson (skådespelare)
Jens Mikael Nilsson, född 30 oktober 1979 i Själevad, är en svensk skådespelare och programledare. 
Nilsson är utbildad på Stockholms Elementära Teaterskola 1999 samt på Teaterhögskolan i Luleå 2001–2005. Under studietidens praktikomgångar medverkade han på Norrbottensteatern som Dromio i föreställningen Förväxlingar och på Teater Västernorrland i Det blödande Pepparkakshjärtat. Jens har efter utbildningen arbetat med Staffan Westerberg i dennes pjäser Storgatan på Norrbottensteatern och Selma & Ågust på Stockholms stadsteater.
Nilsson har under flera år turnerat med sina egna föreställningar En mans föreställning eller Stefan – clownen som vill spela alla roller samt En till ställning och Kanske Romeo & Julia, vilka innefattar inslag av ståuppkomik, pantomim, dans- och sångnummer. På Teater Västernorrland har han haft roller i Askungen, Maratondansen, Momo – eller kampen om tiden, Bollkänsla, Julfrossa, Spelet om stenstan (sommaren 2012) och Sagan om den lilla farbrorn (från våren 2013).
Sedan hösten 2010 arbetar Nilsson som programledare för SVT:s barnprogram Myror i brallan. I januari 2013 visades Lunds humorfestival 2012 i SVT, där Jens framförde sin boxningspantomim ur En mans föreställning.

## Filmografi
- 2005 – Coachen
- 2007 – Järnets änglar - bartender
- 2008 – Allt flyter - innebandytränaren
- 2010 – Bröderna Karlsson - Henrik, säkerhetsvakt

## Fotnoter
1. ↑  Jens är Staffan Westerbergs skötebarn, Allehanda 2009-01-19.
2. ↑  Jens Nilsson tar över myror i brallan, Sundsvalls tidning 2010-04-16.
3. ↑  Jens boxar på humorscen i tv, Sundsvalls tidning 2013-01-11.